# Лацке, Феликс
Фе́ликс Ла́цке (нем. Felix Latzke; род. 1 февраля 1942, Вена) — австрийский футболист и футбольный тренер. Тренировал сборную Австрии на чемпионате мира 1982 года.

## Клубная карьера
Феликс Лацке начал свою карьеру в молодёжной команде венского «Ваккера», после чего в 18 лет стал игроком «Штрассенбана». Всего через год он перешёл в клуб «Адмира», который только что вышел в высший дивизион Австрии. В этом клубе Феликс провёл следующие десять лет карьеры и в это время был одним из самых успешных бомбардиров клуба. После того, как нападающий начал играть в составе основной команды в 1964 году, он забил за клуб 44 гола в первом дивизионе.
Наибольшие успехи «Адмиры» в этот период включают чемпионский титул в сезоне 1965/1966 и победу в Кубке Австрии под руководством тренера Ханса Пессера в том же году. В этом сезоне Лацке был вторым бомбардиром команды в чемпионате после Гюнтера Кальтенбруннера, забив двенадцать голов, а также выступал за вторую сборную Австрии. Однако после слияния «Адмиры» с «Ваккером» в 1971 году он почти не выходил на поле, после чего завершил свою игровую карьеру.

## Тренерская карьера
В 1974 году Лацке занял позицию тренера в клубе ЛАСК и дважды финишировал с ним в середине турнирной таблицы. После этого последовала работа в Австрийском футбольном союзе (прерванная сезоном в «Линце» в сезоне 1977/1978, завершившемся пятым местом в турнирной таблице). Лацке отвечал за вторую сборную Австрии и с середины сентября 1978 года за сборную до 21 года.
В мае 1979 года Лацке вернулся в «Адмиру-Ваккер», которая оказалась под угрозой вылета. После выездной победы со счетом 3:2 26 мая над «Фёрстом» клуб больше не проигрывал до конца чемпионата, финишировав на седьмом месте. Австрийский специалист руководил «Адмирой» в течение четырёх лет и воспитал будущих игроков национальной сборной, таких как Йозеф Дегеорги, Геральд Месслендер и Манфред Жак. За это время команде удалось занять два четвертых места (1980/1981 и 1981/1982), а в 1982 году она обеспечила себе участие в Кубке УЕФА, однако покинула турнир уже в первом раунде, проиграв пражскому клубу «Богемианс» со счётом 1:7 по сумме двух матчей.
После того, как в 1981 году сборная Австрии прошла квалификацию на следующий чемпионат мира, между главным тренером команды Карлом Штоцем и президентом федерации Карлом Секаниной произошёл конфликт. Штоц был освобожден от должности, и после того как Эрнст Хаппель отказался возглавлять сборную на «мундиале», австрийская федерация решила назначить на чемпионат мира тандем тренеров — Феликса Лацке и сотрудника федерации Георга Шмидта. Под их руководством австрийская сборная сыграла три товарищеских матча перед чемпионатом мира, выиграв все из них, а затем провела 5 матчей «мундиаля», в том числе печально известный матч против ФРГ, который позволил обеим командам без борьбы выйти из группы. Однако во втором групповом этапе австрийцы заработали лишь одно очко, сыграв вничью с Северной Ирландией (2:2) и проиграв Франции (0:1), в связи с чем покинули турнир. После окончания турнира Феликс покинул пост тренера сборной.
После работы в «Адмире» Лацке сначала руководил «Айзенштадтом», завоевав с ним Кубок Митропы, после чего возглавил клуб «Ваккер» из Инсбрука. Заняв третье место, команда квалифицировалась на Кубок УЕФА 1986/1987, где вышла в полуфинал под названием «Сваровски-Тироль» и потерпела там поражение от будущего победителя турнира «Гётеборга». В 1987 году австриец принял предложение возглавить клуб чемпионата Германии «Вальдхоф», где ему пришлось столкнуться с уходом ведущих игроков Юргена Колера, Маурицио Гаудино и Фрица Вальтера. В первом сезоне под руководством Лацке клуб финишировал на 16 месте в турнирной таблице, сохранив место в чемпионате благодаря победе в плей-офф над клубом «Дармштадт 98». После поражения со счётом 1:5 от «Гамбурга» в 14-м туре сезона 1988/1989 17 ноября 1988 года его сменил Гюнтер Зеберт.
После возвращения в Австрию Лацке работал в ряде других команд Австрийской Бундеслиги до середины 1990-х годов, таких как «Мёдлинг» (1989—1990), «Фёрст» (1990—1991), «Форвертс» (Штайр) (1991—1992) и «Линц» (1992—1993), но без особого успеха. После этого руководил несколькими клубами из низших дивизионов, такими как «Винер Шпорт-Клуб», «Остбан XI», «Нойдёрфль» и «Айзенштадт». Последним на данный момент клубом в тренерской карьере Лацке остаётся клуб «Мюнхендорф», в котором он работал с 2009 по 2010 год.

## Достижения

### В качестве футболиста
Аустрия (Вена)
- Чемпион Австрии: 1995/1966
- Обладатель Кубка Австрии: 1995/1966

### В качестве тренера
- Кубок Митропы: 1983/1984